# Lene Nielsen
Lene Nielsen (* 31. August 1986 in Hvidovre) ist eine dänische Curlerin.
Nielsen war Teil des dänischen Curling-Olympiateams bei den Olympischen Winterspielen 2006 in Turin. Sie spielte auf der Position des Second neben ihren Teamkolleginnen Skip Dorthe Holm, Third Denise Dupont, Lead Malene Krause und Alternate Maria Poulsen. Das Team belegte gemeinsam mit dem US-amerikanischen Team den achten Platz. Mit dem gleichen Team gewann sie in der Europameisterschaft 2005 die Bronzemedaille. 2006 übernahm sie als Skip ein eigenes Team und wurde bei der Juniorenweltmeisterschaft 2006 Dritte. Bei der Europameisterschaft 2007 führte sie das dänische Team als Skip und errang erneut die Bronzemedaille. Bei der Europameisterschaft 2010 wurde sie Fünfte.
2010 qualifizierte sich Nielsen durch einen fünften Platz bei der Europameisterschaft für die Weltmeisterschaft 2011 in Esbjerg und erreichte dort das Spiel um Platz drei, das sie gegen das chinesische Team von Wang Bingyu verlor. Bei den Europameisterschaften 2011, 2012, 2013, 2014 und 2015 wurde sie mit ihrem Team jeweils Vierte, bei der Europameisterschaft 2016 Fünfte. Bei den Weltmeisterschaften 2012, 2013, 2015 und  2016 wurde sie jeweils Achte. Bei ihrer bislang letzten Weltmeisterschaft 2017 belegte sie mit ihrem Team (Third: Madeleine Dupont, Second: Stephanie Risdal, Lead: Charlotte Clemmensen, Ersatz: Denise Dupont) nur den zwölften und letzten Rang.
2014 nahm sie erneut an den Olympischen Winterspielen in Sotschi teil und wurde mit dem von ihr geführten Team (Third: Helle Simonsen, Second: Jeanne Ellegaard, Lead: Maria Poulsen, Ersatz: Mette Neergaard) Sechste. 